# Abeto
Abeto is een plaats (frazione) in de Italiaanse gemeente Preci.